# Joseph Smit
Joseph Smit (* 18. Juli 1836 in Lisse, Niederlande; † 4. November 1929 in Radlett, Hertfordshire) war ein niederländisch-englischer Tierillustrator.

## Leben
Smits Karriere begann am Rijksmuseum van Natuurlijke Historie in Leiden, wo er im Auftrag von Hermann Schlegel seine ersten Lithographien erstellte. Zwischen 1863 und 1866 schuf er Lithografiesteine, die als Druckvorlage für 50 Illustrationen in Schlegels Werk De Vogels van Nederlandsch Indie dienten. Philip Lutley Sclater, der damalige Sekretär der Zoological Society of London, holte Smit nach England, wo er für Sclaters zwischen 1866 und 1869 veröffentlichtem Werk Exotic Ornithology sowohl Zeichnungen als auch 100 handcolorierte Lithographien anfertigte. 1866 wanderte Smit mit seiner Familie nach England aus und ließ sich in London nieder. Bald nach seiner Ankunft in England lernte er Joseph Wolf kennen, mit dem ihn eine tiefe Freundschaft verband. Zwischen den 1870er und den 1890er Jahren erschienen mehrere Vogel- und Säugetierfachbücher, bei denen Wolf die Zeichnungen und Smit die Lithographien anfertigte. Nach dem Tod von Joseph Wolf im Jahr 1899 konzentrierte sich Smit überwiegend auf Säugetierlithographien und galt als einer der führenden Säugetierillustratoren seiner Zeit in England. Er arbeitete an über 300 Farbtafeln in 15 Standardwerken über Vögel und an 63 Farbtafeln für die Zeitschrift Transactions of the Zoological Society sowie weiteren für die Zeitschriften Proceedings of the Zoological Society, Ibis, Nature und The Field. Smit dienten überwiegend Vogelbälge als Vorlage, insbesondere für seine über 100 Farbtafeln in den 27 Bänden des Catalogue of the birds in the Collection of the British Museum, die zwischen 1874 und 1899 veröffentlicht wurden. Zu weiteren Büchern mit Illustrationen von Smit zählen Zoological Sketches (1867) von Joseph Wolf, A Monograph of the Phasianidae (Family of the Pheasants) (1870–1872) sowie A Monograph of the Paradiseidae or Birds of Paradise (1873) von Daniel Giraud Elliot, Coloured Figures of the Birds of the British Islands von Baron Lilford (1885), Extinct Monsters (1892) von Henry Neville Hutchinson sowie Extinct Birds (1907) von Walter Rothschild.
1905 ließ sich Smit in der Ortschaft Radlett in Hertfordshire nieder. 1909 besuchte er für sechs Monate seinen Sohn Pierre-Jacques (1863–1960), der ebenfalls Tierillustrator war, in Südafrika. 1996 wurde eine Ausstellung von Smits Werken im Royal Ontario Museum in Toronto präsentiert.

## Galerie
Galerie mit Lithografien von John Smit:

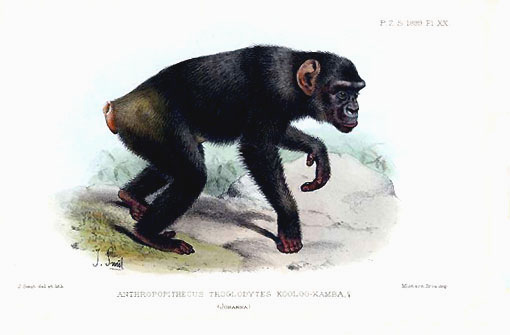
Gemeiner Schimpanse
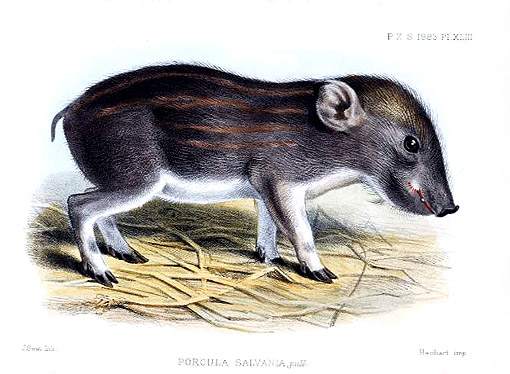
Zwergwildschwein
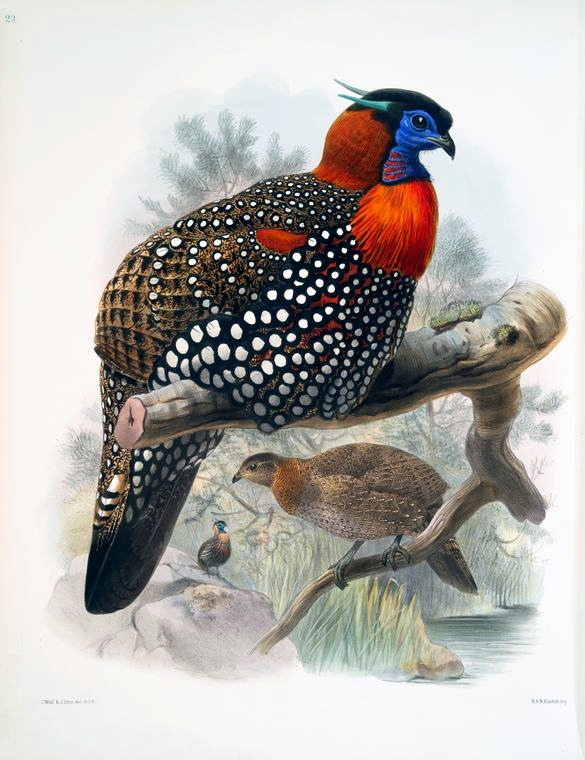
Schwarzkopftragopan aus Daniel Giraud Elliot: A monograph of the Phasianidae, or, Family of the pheasants, 1872
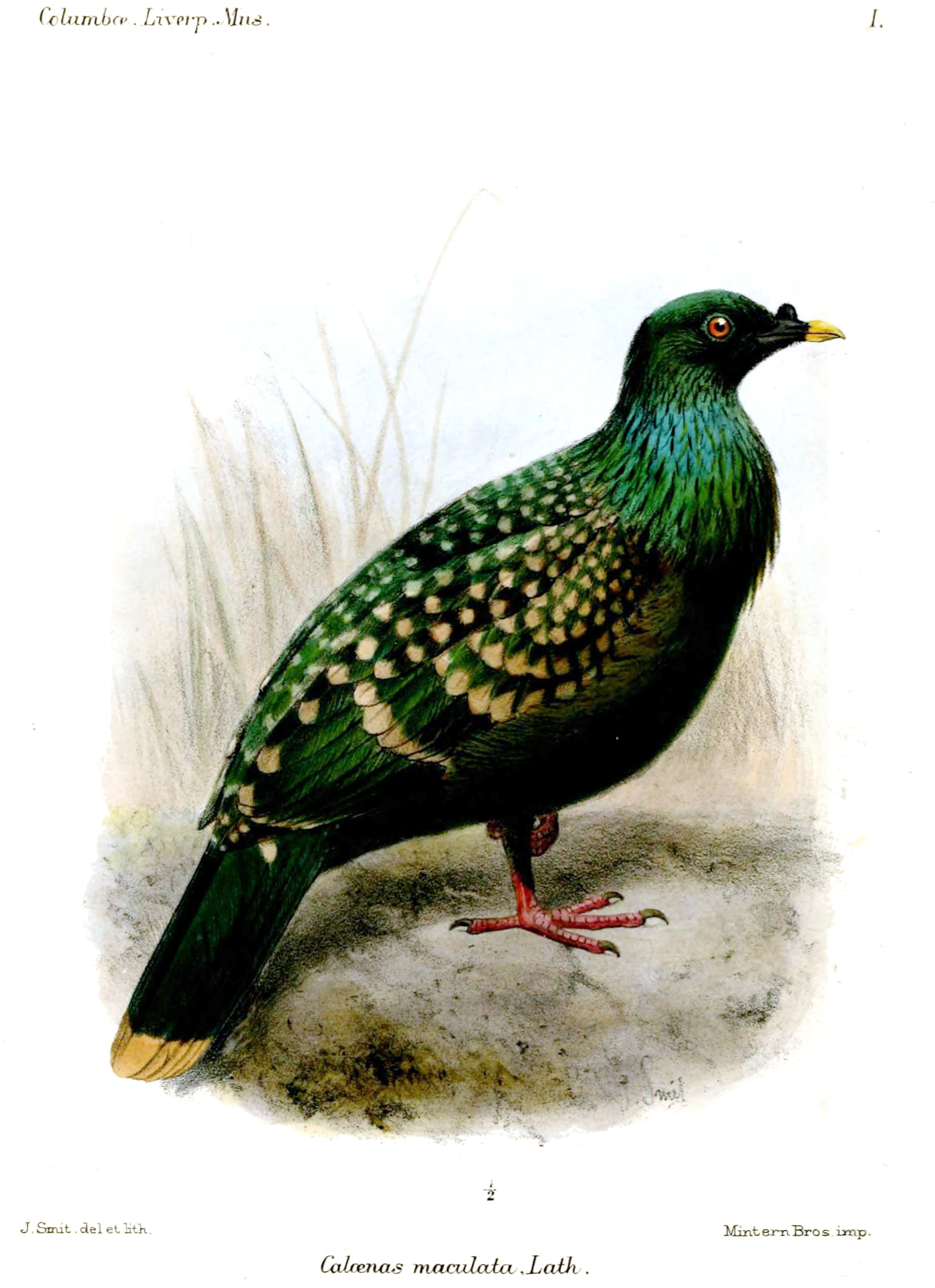
Liverpool-Taube aus Walter Rothschild: Extinct Birds, 1907
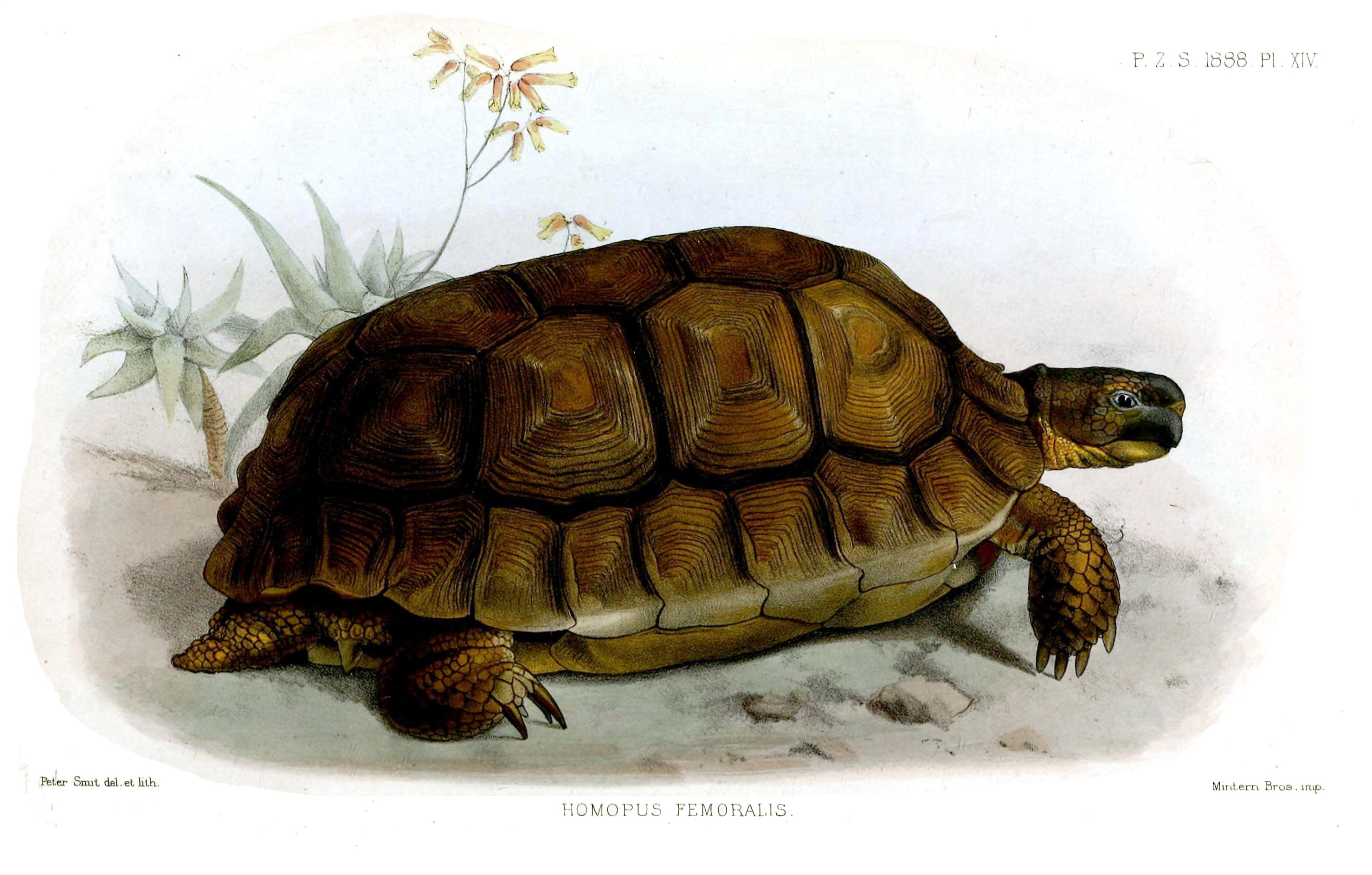
Sporn-Flachschildkröte aus Proceedings of the Zoological Society of London, 1888

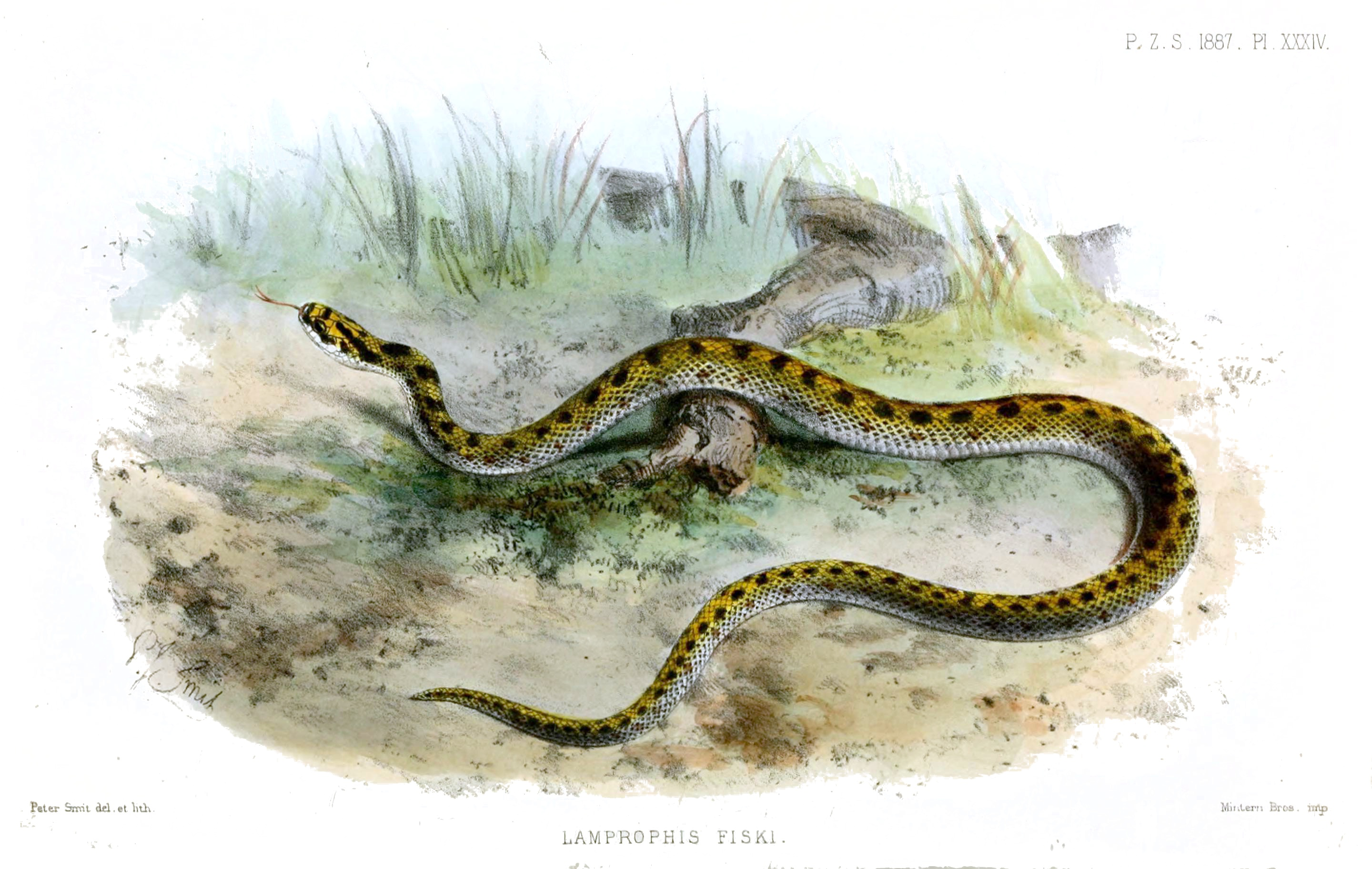
Fisk-Hausschlange aus Proceedings of the Zoological Society of London, 1887
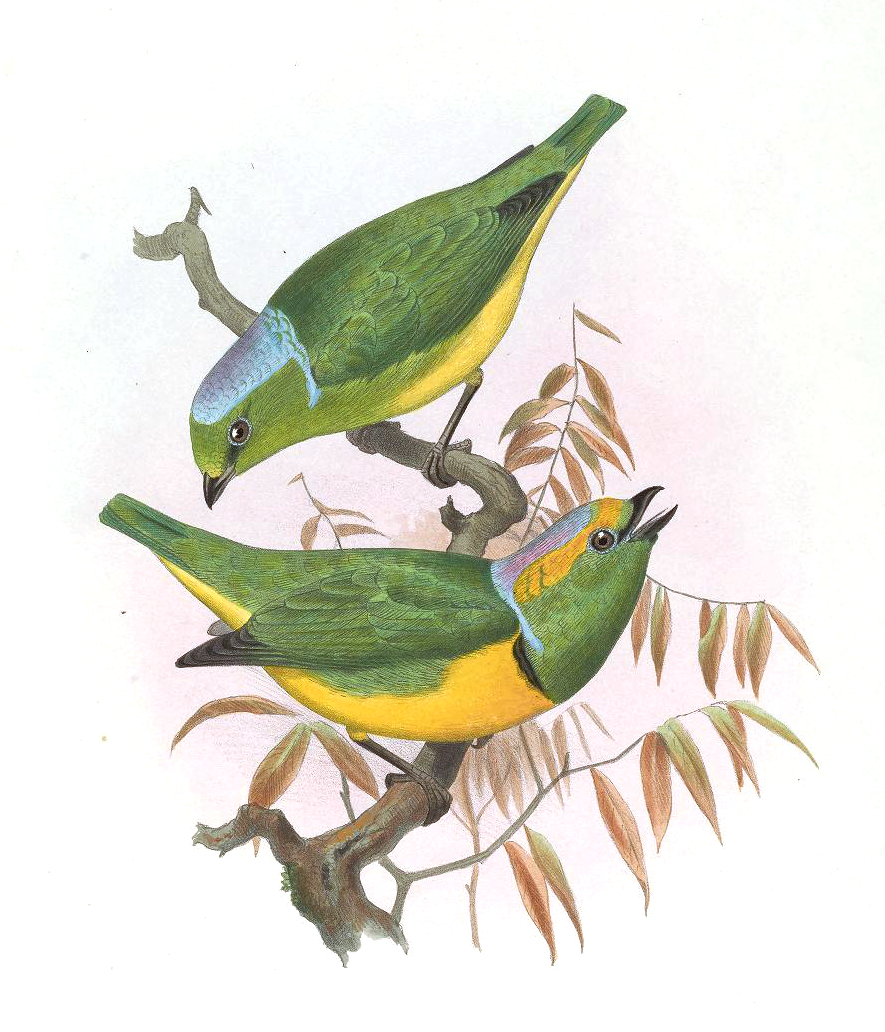
Gelbbrauen-Organist aus Philip Lutley Sclater: Exotic  Ornithology, 1869
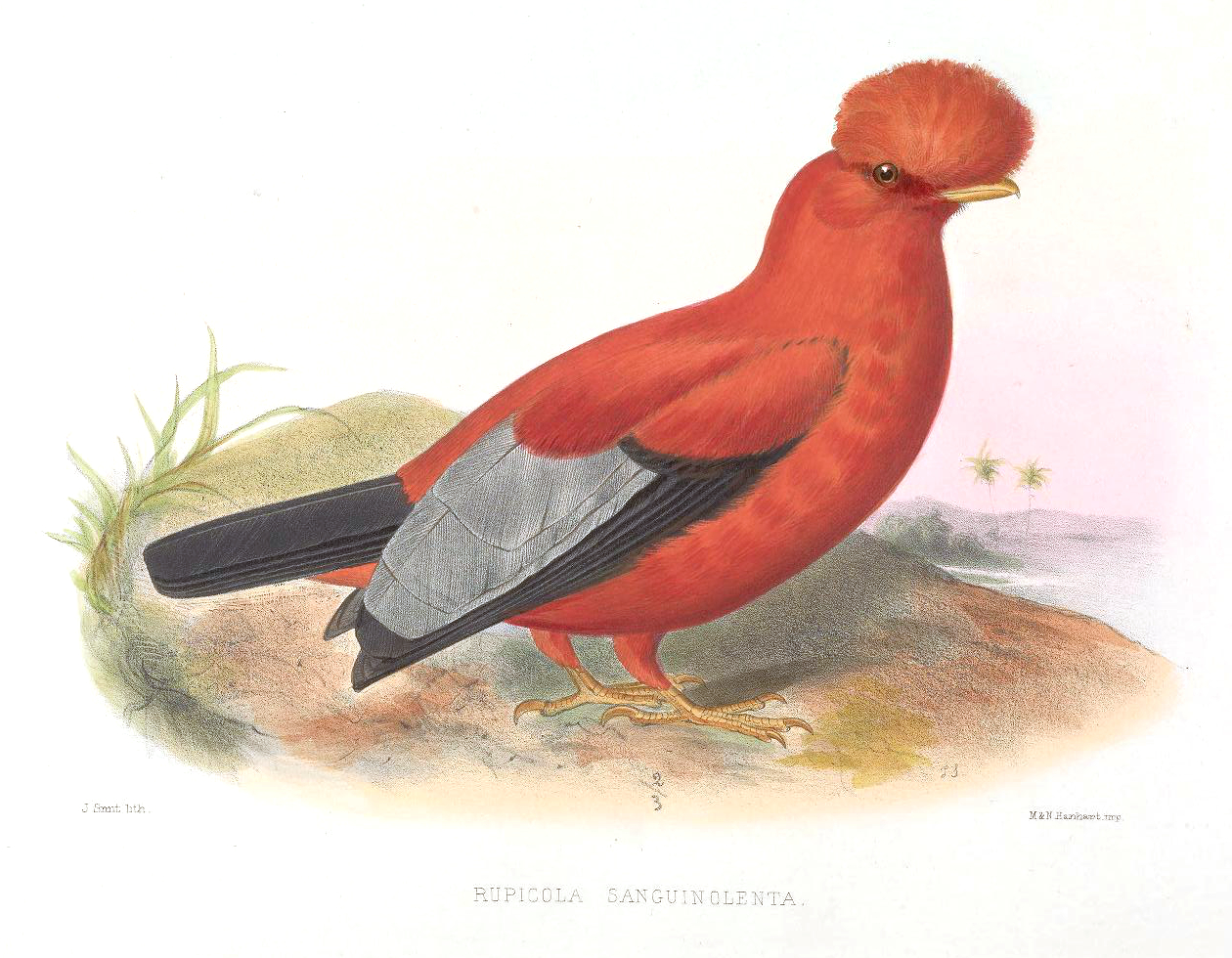
Andenfelsenhahn aus Philip Lutley Sclater: Exotic  Ornithology, 1869
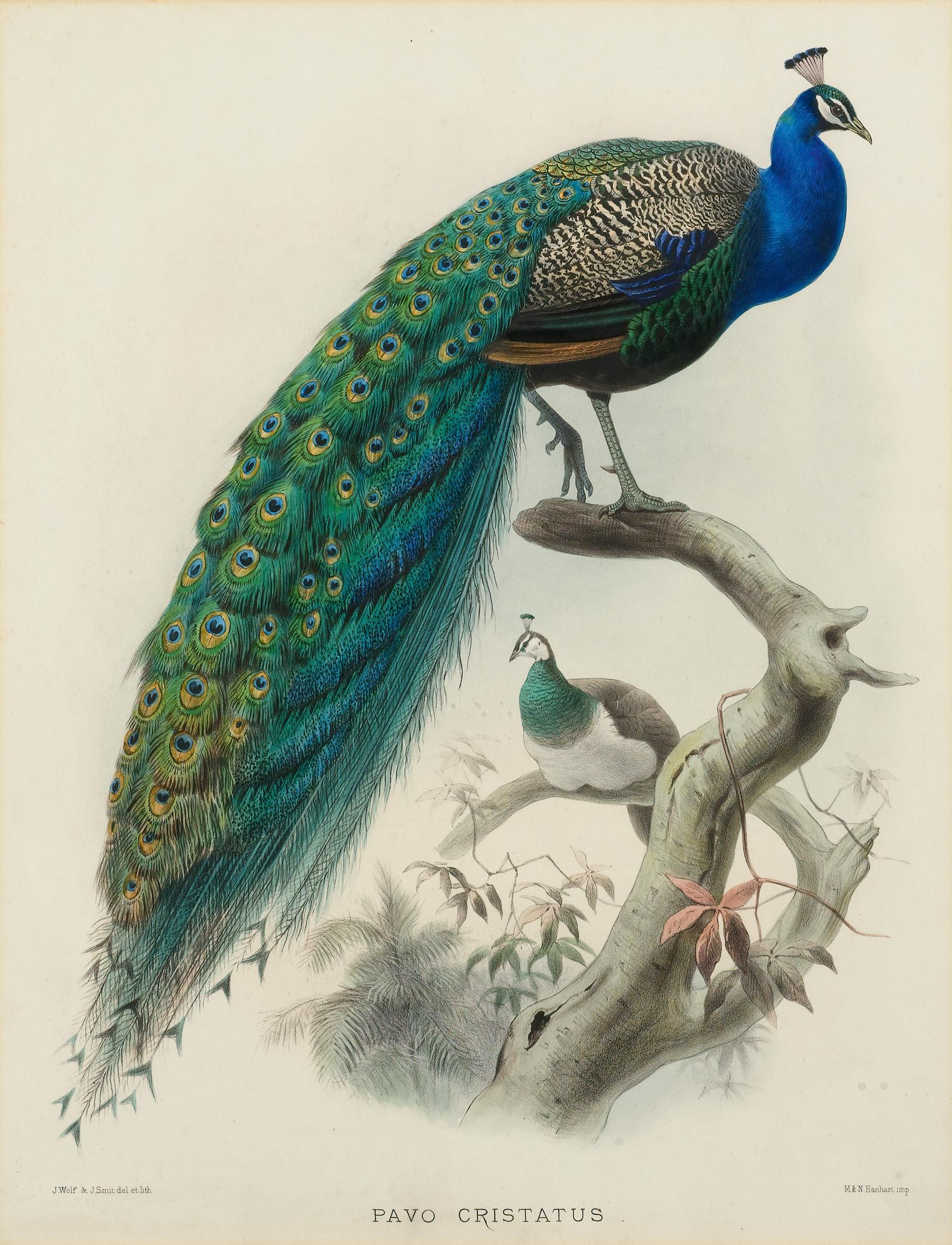
Blauer Pfau aus Daniel Giraud Elliot: A monograph of the Phasianidae, or, Family of the pheasants, 1872
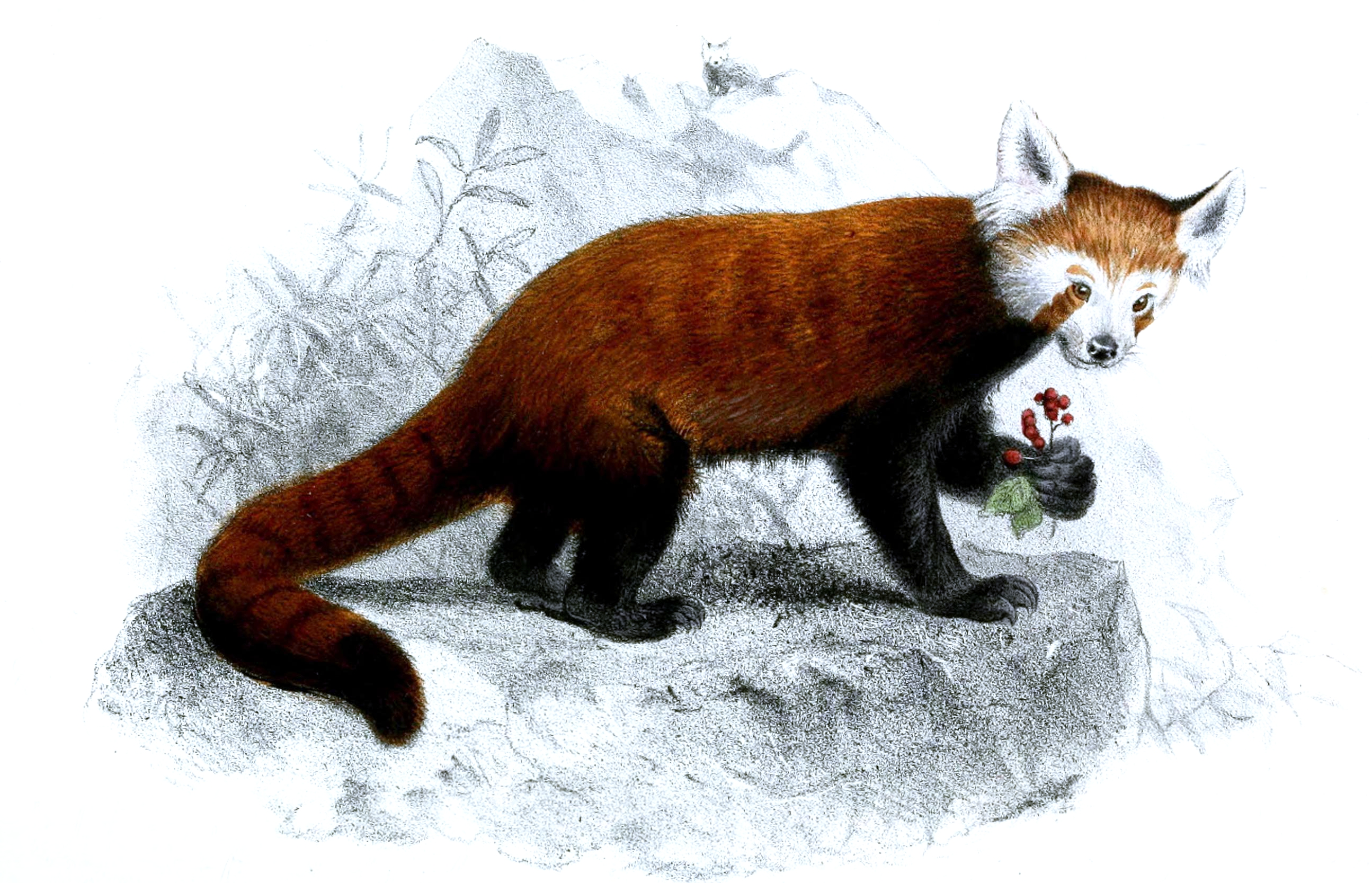
Kleiner Panda aus Proceedings of the Zoological Society of London, 1869